# Dystrykt Sudbury
Dystrykt Sudbury (ang. Sudbury District) – jednostka administracyjna kanadyjskiej prowincji Ontario.
Dystrykt ma 21 392 mieszkańców. Język angielski jest językiem ojczystym dla 67,4%, francuski dla 27,2% mieszkańców (2006).
W skład dystryktu wchodzą:
- kanton Baldwin
- kanton Chapleau
- miasto (town) Espanola (centrum administracyjne)
- miasto (town) French River
- miasto (town) Killarney
- miasto (town) Markstay-Warren
- kanton Nairn and Hyman
- kanton Sables-Spanish Rivers
- miasto (town) St.-Charles